# فيين
فيين (بالفرنسية: Vienne) هي بلدية فرنسية تابعة لإقليم ازار تقع في الجزء الجنوب الشرقي من فرنسا (منطقة رون ألب) وهي المدينة الرابعة في الإقليم من حيث عدد السكان إذ تحتوي على 29905 نسمة حسب إحصائيات سنة 2008.

مدينة فيين مدينة تاريخية إذ تأسست في العهد الروماني سنة 61 ق.م وكانت في ذلك العصر ذات أهمية بالغة كمدينة من أهم مدن الإمبراطورية. ثم انها خلال العصور الوسطى كانت مسرحاً لحروب فرنسا الدينية إذ تم احتلالها عدة مرات من الأطراف المتنازعة.

اما اليوم فان المدينة تعتبر من الوجهات السياحية المفضلة للسياح من مختلف أنحاء العالم

## توأمة
لفيين اتفاقيات توأمة مع كل من:
- إسلينغن آم نيكار
- الباسيتي
- غوريس
- مقاطعة ناحية نيث بورت طالبوت [الإنجليزية]‏ (1996 - 1 فبراير 2015)
- بيوتركوف تريبونالسكي (2 يوليو 2005 - )[13]
- سخيدام
- أوديني
- فيلينيه
- فروتسواف
- تشيزينا

## أعلام
- كونراد من بورغندي
- بول أومبا بيونجولو
- جوزيف برنارد
- كلود غرينغ
- فابين بوير
- برنار فاليه

## روابط
- الموقع الرسمي للمدينة